# 扎克爾尼奇涅
48°46′11″N 24°11′1″E / 48.76972°N 24.18361°E
扎克爾尼奇涅（烏克蘭語：Закерничне），是烏克蘭西部的村莊，隸屬伊萬諾-弗蘭科夫斯克州的卡盧什區。該村始建於1870年，面積3.53平方公里，2001年人口885，人口密度每平方公里250.9人。